# Edgar Bauer
Pour les articles homonymes, voir Bauer.
Edgar Bauer (né le 7 octobre 1820 à Charlottenburg, mort le 18 août 1886) était un écrivain politique et philosophique considéré comme un des précurseurs de l'anarchisme en Allemagne.

## Biographie
Il est le fils d'un peintre sur porcelaine à Eisenberg en duché de Saxe-Gotha-Altenbourg.
Edgar Bauer est le frère du philosophe Bruno Bauer, un des jeunes hégéliens les plus connus à côté de Ludwig Feuerbach et de l'éditeur Egbert Bauer lui aussi hégélien. De onze ans plus jeune que Bruno, il commence par étudier la théologie, puis le droit à l'Université Humboldt de Berlin. Il abandonne ses études en 1842 lorsque le gouvernement réactionnaire prussien combat l'hégélianisme et travaille comme journaliste indépendant, y déployant une grande activité, entre autres comme collaborateur de la Rheinische Zeitung.

## Révolutionnaire
Il fait partie du cercle de "Die Freien". Il soutient la thèse mythiste (inexistence historique de Jésus Christ) de son frère.
Son « long pamphlet » Der Streit der Kritik mit Kirche und Staat saisi en 1843 (mais réédité à Berne en 1844 par Jenni fils) par les autorités prussiennes lui valut quatre ans d'emprisonnement à Magdebourg, ce qui le fait considéré comme le premier prisonnier d'opinion politique libertaire en Allemagne.
Libéré par un armistice du 18 mars 1848, il participe à Berlin aux combats de la Révolution de Mars et, au début de 1849, se rend à Hambourg, il publie une revue (Die parteien). 
Par la suite il vit sous un faux nom à Altona et travaille à partir de 1851 comme rédacteur en chef pour l’Altonaer Zeitung qui, pendant la Guerre du Schleswig-Holstein se range aux côtés du Danemark. 
Fuyant la police prussienne, il va à Londres en passant par Copenhague. Là, il rencontre Karl Marx, dont il avait fait la connaissance à Berlin. Les relations entre les deux hommes n'étaient pas des meilleures selon Jenny Marx qui a écrit dans une lettre à Friedrich Engels en août 1857 : Voici quelques soirs que ce clown d'Edgar Bauer est chez nous, mais c'est vraiment une morue sèche sans huile de foie de morue, et avec cela il veut encore être spirituel. J'ai dû faire tant d'efforts que j'en suis presque tombée à la renverse, mais Karl a fini par éclater, et pas au figuré mais au propre. D'après Liebknecht, Marx et Bauer fêtent leur rencontre londonienne vers 1860 par une tournée des tavernes. Présenté par Liebknecht à la Société allemande de formation des ouvriers de Londres, il prend la direction du bulletin internationaliste nommé Neue Zeit.

## Conservateur
À l'époque où il vit à Londres, Bauer travaille comme informateur pour les autorités danoises et, entre novembre 1852 et mai 1861, il rédigea plus de cent rapports sur les activités politiques des réfugiés[réf. nécessaire]. 
En septembre 1856, il se démarque explicitement du mouvement révolutionnaire : J'ai suivi les progrès de la démocratie, j'ai vu ces champions de la liberté se montrer dans leurs calculs d'abord grincheux, puis obstinés et finalement presque enfantins, jusqu'au moment où ici une phrase, là en principe, là encore un calcul sur l'avenir tombassent comme des feuilles sèches d'un arbre en train de mourir, ne laissant finalement qu'incertitude, hésitations et misère intellectuelle. L'amnistie de 1861 lui permit de retourner en Allemagne. Il devint fonctionnaire prussien et fonda en 1870 à Hanovre, le journal conservateur Kirchliche Blätter.

## Œuvres
Les premiers écrits de Bauer sont tellement imprégnés de sa soif de liberté que Max Nettlau, l'historien de l'anarchisme, l'a rangé dans la lignée des libertaires avant la lettre. Déjà auparavant Gustav Landauer avait appelé le jeune Edgar Bauer « celui qui a vraiment fondé l'anarchisme en Allemagne » et publié un texte de lui qui a disparu. Après 1848, le révolutionnaire du Vormärz qu'il était s'est transformé en bourgeois, fidèle soutien de l'État.
Ses manuscrits sont conservés dans les archives de la social-démocratie à Bonn.

## Liste d'Œuvres
- Geschichte Europas seit der ersten französischen Revolution (von Archibald Alison). In: Deutsche Jahrbücher für Wissenschaft und Kunst, 14./15./16. Dezember 1842
- Der Streit der Kritik mit Kirche und Staat (Charlottenbourg, 1843)
- Die Censur-Instruction vom 31. Januar 1843. Otto Wigand (de), Leipzig 1843 Digitalisat
- Denkwürdigkeiten zur Geschichte der neuern Zeit (1843-1844, 12 cahiers, avec Bruno Bauer)
- Die Geschichte der konstitutionellen Bewegungen im südlichen Deutschland während der Jahre 1831-34 (Charlottenbourg, 1845, 3 Bd.)
- Die Kunst der Geschichtsschreibung und Herrn Dahlmanns Geschichte der französischen Revolution (Magdebourg, 1846)
- Geschichte des Luthertums (unter dem Namen Martin von Geismar, Leipzig, 1846-1847)
- Über die Ehe im Sinn des Luthertums (Leipzig, 1847)
- Der Mensch und die Ehe vor dem Richterstuhle der Sittlichkeit. In: Die Epigonen. Fünfter Band (1848), pp. 317–343 (anlässlich eines Buches gleichen Titels von Wilhelm Marr)
- Das Teutsche Reich in seiner geschichtlichen Gestalt (Altona, 1872)
- Die Wahrheit über die Internationale (Altona, 1873)
- Englische Freiheit (Leipzig, 1857)
- Die Rechte des Herzogtums Holstein (Berlin, 1863)
- Die Deutschen und ihre Nachbarn (Hamburg, 1870)
- Artikel V, der deutsche Gedanke und die dänische Monarchie (Altona, 1873)
- Der Freimaurerbund und das Licht (Hanovre, 1877)
- Der Magus des Nordens. Novelle. 1882

## Réimpressions
- Der Streit der Kritik mit Kirche und Staat. In: Heinz und Ingrid Pepperle (Hg.): Die Hegelsche Linke. Leipzig: Philipp Reclam jun. 1985, pp. 579–712. à Berne en 1844 par Jenni fils. Le conflit (ou parfois : la querelle ou les querelles) de la critique avec l'église et l'état, plusieurs éditions françaises depuis 1848.
- Geschichte Europas seit der ersten französischen Revolution (d'Archibald Alison). In: ibidem., p. 522-545